# چلم (گیاه)
چلم، همیشک یا تلمز (نام علمی: Danae racemosa) نام یک گونه از خانواده مارچوبگان است. این گیاه به خاطر دوام و سبزی همیشگی در گل فروشی‌ها و گل‌آرایی به کار می‌رود.